# 광주 학동 느티나무
광주 학동 느티나무(光州 鶴洞 느티나무)는 광주광역시 동구 학동, 전남대학교병원에 있는 느티나무이다. 1994년 2월 18일 광주광역시의 기념물 제19호로 지정되었다.

## 개요
이 나무는 높이 약 20m, 둘레 5.8m이며, 수령은 350년 정도이다. 느티나무는 느릅나무과의 낙엽성 교목으로, 5월에 연녹색의 작은 꽃이 피고 10월쯤 조그마한 열매를 맺는데 예로부터 당산목, 신목으로 여겨졌다. 이 나무는 화순으로 가는 길가에 즐비하게 서 있었다고 전해지는 나무들 중 한 그루로 근처에 동강 신익전의 선정비인 천년완골 석비가 남아있다.

## 참고 자료
- 학동느티나무 - 국가유산청 국가유산포털